# Akaki Chubutia
Akaki Chubutia (georgisch აკაკი ხუბუტია; * 17. März 1986 in Sochumi, Abchasische ASSR, Georgische SSR, Sowjetunion) ist ein georgischer ehemaliger Fußballspieler.

## Vereinskarriere
Chubutia begann seine professionelle Karriere in Belarus bei Swesda-BGU Minsk. Im Jahr 2004 spielte er in Litauen für FBK Kaunas, FK Šilutė und FC Vilnius. 2009 wechselte der Georgier nach Rumänien zu Gaz Metan Mediaș. Mit der Mannschaft schaffte Chubutia am Ende der Saison 2010/11 die Qualifikation für die UEFA Europa League.
Im Sommer 2011 lieh ihn der Verein aus. Er wechselte für eine Saison in die Türkei zu Samsunspor. Samsunspor besaß für den Abwehrspieler eine Kaufoption. Nachdem der Verein in die TFF 1. Lig abgestiegen war, wurde die Kaufoption nicht gezogen. Anfang 2013 schloss sich Chubutia dem russischen Erstligisten Mordowija Saransk an. Nach dem Abstieg 2013 blieb er in Saransk und schaffte mit dem Klub am Ende der Spielzeit 2013/14 den Wiederaufstieg. Anschließend wechselte er zu Hapoel Petach Tikwa nach Israel. Dort konnte er sich nicht durchsetzen und kam nicht zum Einsatz. Anfang 2015 heuerte er bei AO Kerkyra in der griechischen Super League an. Hier kam er lediglich auf vier Einsätze. Im Sommer 2015 wechselte er zum MFK Zemplín Michalovce in die Slowakei. Mit dem Aufsteiger schaffte er in der Saison 2015/16 den Klassenverbleib, wobei er in der Hälfte der Spiele zum Einsatz kam. Im Sommer 2016 kehrte er in sein Heimatland zurück, wo ihn Dinamo Tiflis unter Vertrag nahm. Anfang 2017 wechselte er zum zweiten Mal zu Gaz Metan Mediaș. Anfang 2018 schloss er sich Ligakonkurrent ACS Poli Timișoara an. Letzte Stationen seiner Karriere waren in der heimischen, der weißrussischen und (nach über einem Jahr Pause) schließlich in der ukrainischen Liga zu finden.

## Erfolge
- Litauischer Meister: 2007